# Jiří Hudeček
Jiří Hudeček (né le 19 mai 1986) est un coureur cycliste tchèque, membre de l'équipe Bauknecht-Author jusqu'en 2013.

## Palmarès
- 2010
  - 3e du Tour de Vysočina
- 2011
  -  Champion de République tchèque du contre-la-montre
  - 4e étape du Tour de Vysočina
  - 3e du Czech Cycling Tour
  - 3e du Tour de Vysočina
- 2012
  - 1re étape du Czech Cycling Tour (contre-la-montre par équipes)
  - 3e du Tour de Vysočina
- 2013
  - 2e de la Course de Solidarność et des champions olympiques
  - 3e du Tour of Malopolska

## Classements mondiaux
| Année           | 2011 | 2012 | 2013 |
| --------------- | ---- | ---- | ---- |
| UCI Europe Tour | 528e | 431e | 136e |